# Pink Mountain
Pink Mountain är ett berg i Kanada.   Det ligger i provinsen British Columbia, i den centrala delen av landet, 3 400 km väster om huvudstaden Ottawa. Toppen på Pink Mountain är 1 791 meter över havet, eller 617 meter över den omgivande terrängen. Bredden vid basen är 12,8 km.
Terrängen runt Pink Mountain är kuperad västerut, men österut är den platt. Trakten runt Pink Mountain är nära nog obefolkad, med mindre än två invånare per kvadratkilometer.. Det finns inga samhällen i närheten.
I omgivningarna runt Pink Mountain växer i huvudsak barrskog.